# Ludwik Straszewicz (publicysta)
Ludwik Straszewicz, pseudonim Lach, Publicysta warszawski, Publicysta z Warszawy (ur. 1 sierpnia 1857 w Tykocinie, zm. 1 listopada 1913 w Warszawie) – polski dziennikarz i publicysta, działacz polityczny.

## Życiorys
Syn Hieronima Straszewicza i Emilii z d. Morozewicz. Uczęszczał do gimnazjum w Łomży (1867–1875). Studiował w Instytucie Technologicznym w Petersburgu. Od 1880 do 1884 roku studiował matematykę na Uniwersytecie Genewskim. Początkowo pisał do tygodnika „Prawda”. Później współpracował z czasopismem „Ateneum”, gdzie w latach 1885–1888 zamieszczał Kroniki miesięczne. Był także współpracownikiem wydawanego w latach 1882–1909 w Petersburgu czasopisma „Kraj”, w latach 1887–1897 kierował jego redakcją warszawską. Publikował również na łamach warszawskiego tygodnika „Słowo”. W 1898 roku objął funkcję redaktora naczelnego „Kuriera Polskiego”, którym kierował do śmierci.
W młodości związany był z obozem socjalistycznym i został oskarżony w procesie krakowskim w 1880. Później związał się z obozem ugodowców, należał do współtwórców utworzonego w 1905 roku Stronnictwa Polityki Realnej. Był zwolennikiem i propagatorem ideałów pozytywizmu. Opublikował powieść Nasze czasy (Petersburg 1890), zbiory szkiców i opowiadań Fantazje (Petersburg 1895) i Legendy (Warszawa 1899) oraz rozprawy publicystyczne Obrachunki polityczne (2 tomy, Kraków 1895–1896) i Stare fałsze polityczne (Kraków 1902).
Został pochowany na cmentarzu Powązkowskim w Warszawie.